# Пройти по тёмной улице
«Пройти по тёмной улице» (англ. Walk the Dark Street) — фильм нуар 1956 года, поставленный режиссёром Уайоттом Ордунгом по собственному сценарию.
Ордунг был автором сценариев, режиссёром и актёром нескольких низкобюджетных фантастических фильмов 1950-х годов, таких как «Цель – Земля» (1954) и «Чудовище с океанского дна» (1954). Чак Коннорс более всего известен по телесериалам в жанре вестерн, особенно по сериалу «Стрелок» (1958-63), в котором он сыграл главную роль в 168 сериях. Дон Росс известен ролями в полицейских телесериалах «Беглец» (1965-66), «Драгнет 1967» (1967-70, 31 серия) и других.

## Сюжет
В Лос-Анджелесе владелец магазина спортивных товаров Дэн Лоутон (Дон Росс) осторожно идёт по улице с ружьём в чехле, высматривая охотника-профессионала Фрэнка Гэррика (Чак Коннорс), с которым вступил в необычную охотничью игру, вспоминая обстоятельства, которые привели его к этому моменту…
Год назад во время службы в армии на Корейской войне Дэн был назначен лейтенантом, что привело в ярость молодого Томми Гэррика, который считает, что Дэн занял его место. Томми пишет злобное письмо домой своему брату Фрэнку, жалуясь, что Дэн не способен к руководству и предупреждает своего брата, что если с ним что-либо случится, то виноват в этом будет Дэн. Вскоре после этого, во время очередного боя Томми убивают…
Через несколько месяцев после окончания войны Дэн неожиданно приходит к Фрэнку в гости, выражая ему соболезнования в связи со смертью брата и рассказывает ему о том, как Томми служил и как погиб. Фрэнк говорит, что очень любил Томми, и вместе с смертью брата, умерла и часть его самого. Далее Дэн рассказывает о себе: после возвращения с войны он живёт тяжело, так как его магазин спортивных товаров погряз в долгах и находится в тяжёлом финансовом положении. На вопрос Дэна об охотничьих трофеях, которыми оформлен дом Фрэнка, тот отвечает, что занимался охотой всю свою жизнь, и показывает Дэну любительский кинофильм, снятый во время охотничьих туров по экзотическим странам.
После этого Фрэнк рассказывает, что по причине сердечного заболевания врачи запретили ему участвовать в традиционной охоте на зверей, и он придумал новый вид охоты — на «царя зверей», человека. Дэн приходит в изумление от такой идеи, но Фрэнк объясняет, что он разработал специальное ружьё, которое не стреляет пулями, а вместо пули содержит специальный картридж с фотоплёнкой, который только делает фотографию «жертвы» с указанием времени «выстрела».
Фрэнк предлагает Дэну сыграть на 10 тысяч долларов в охоте «один-на-один», используя два одинаковых фоторужья. Когда Дэн напоминает о своих финансовых трудностях, Фрэнк предлагает поставить ему всего одну тысячу долларов против десяти. Надеясь таким образом поправить своё финансовое положение, Дэн соглашается. Фрэнк объясняет условия игры: каждый участник имеет право только на один выстрел, произвести который можно только на улице, заманив «жертву» в определённую часть города. Фрэнк даёт Дэну ружьё, заряженное фотокартирджем, затем показывает аналогичное ружьё, которым будет пользоваться сам. Однако после ухода Дэна, Фрэнк заряжает своё ружьё настоящей пулей, намереваясь таким образом отомстить за гибель брата…
Действие возвращается к началу фильма. Дэн осторожно идёт по району в поисках Фрэнка, едва не наткнувшись на него. Не найдя Дэна, Фрэнк в свою очередь с помощью телефонного справочника выясняет, в какой гостинице остановился Дэн, и от дежурного гостиницы узнаёт, что Дэн отправился в порт на корабль «Авалон».
Оба героя бродят по опустевшему нефтяному танкеру «Авалон» в поисках друг друга, но так и не встречаются. Вернувшись в свой номер, Дэн получает карточку с названием клуба, который, по словам Фрэнка, часто посещал Томми. Дэн приходит в клуб, туда же идёт и Фрэнк, однако на улице его останавливает полиция за ношение оружия и препровождает в участок для дальнейшего выяснения.
Тем временем в клубе Дэн знакомится с Хелен Хейден (Реджина Глизон), которая приглашает его к себе домой. Там она признаётся, что у неё был роман с Томми, и они собирались пожениться, против чего возражал Фрэнк. Хелен говорит, что это она прислала Дэну карточку клуба, и ничего не знает об игре в охоту, которую устроил Фрэнк. Она советует Дэну быть осторожным, так как Фрэнк может быть очень опасен. Выйдя из участка, Фрэнк знакомится с женщиной, живущей в доме Хелен, надеясь выследить Дэна у этого дома через окно. Увидев, как Дэн выходит на улицу, Фрэнк идёт следом за ним в близлежащий парк, бежит за ним и издалека целится в него. В этот момент ему становится плохо, и в результате он чуть не убивает не того человека.
Вернувшись домой, Фрэнк чувствует, что здоровье его может не выдержать, и он может промахнуться во время выстрела, и потому решает приобрести дополнительные патроны. Рано утром Фрэнк неожиданно приходит к Хелен домой, показывает ей письмо Томми и говорит, что намерен отомстить за брата и убить Дэна, и просит Хелен помочь ему. Однако Хелен в ужасе и категорически возражает против такого плана, за что Фрэнк в ярости избивает её, утверждая, что она не достойна Томми.
Фрэнк едет в спортивный магазин, чтобы приобрести дополнительные патроны. На небе сгущаются тучи, и Дэн заходит в магазин, чтобы купить плащ от дождя. Не подозревая того, оба оказываются в одном и том же магазине. При этом Дэн оставляет своё ружьё за прилавком, чтобы примерить плащ. В этот момент входит Фрэнк за покупками, но у него случается очередной приступ, и продавец проводит его в служебную комнату. В этот момент Дэн выходит из примерочной, и забирает ружьё с прилавка, не подозревая, что взял ружьё Фрэнка.
Дэн вновь приходит к Хелен, видит, что она избита Фрэнком. В ярости Дэн требует, чтобы она назвала место, где можно найти Фрэнка, чтобы немедленно разобраться с ним. Тем временем, Фрэнк собирается зарядить своё оружие, и видит, что у него каким-то образом оказалось фоторужьё Дэна. Фрэнк выглядывает в окно и видит, что к его дому приближается Дэн с настоящим ружьём. В панике он спускается на улицу по пожарной лестнице, садится в машину и пытается скрыться, однако теряет контроль над дорогой и на полном ходу врезается в фонарный столб. Дэн замечает его и начинает преследовать. Фрэнк убегает по узким улицам, однако попадает в тупик и теряет сознание. Настигший его Дэн констатирует смерть от очередного приступа. Появляется полицейский, который просит Дэна показать его ружьё. Дэн потрясён, увидев, что ружьё оказалось настоящим.

## В ролях
- Чак Коннорс — Фрэнк Гэррик
- Дон Росс — Дэн Лоутон
- Реджина Глизон — Хелен Лейден
- Вонн Годфри — Французская подружка Фрэнка
- Эдди Кафафиан — Сержант Томми Гэррик
- Юинг Майлс Браун — Юинг Браун
- Эрнест Домини — Офицер полиции